# 普凡纳宫

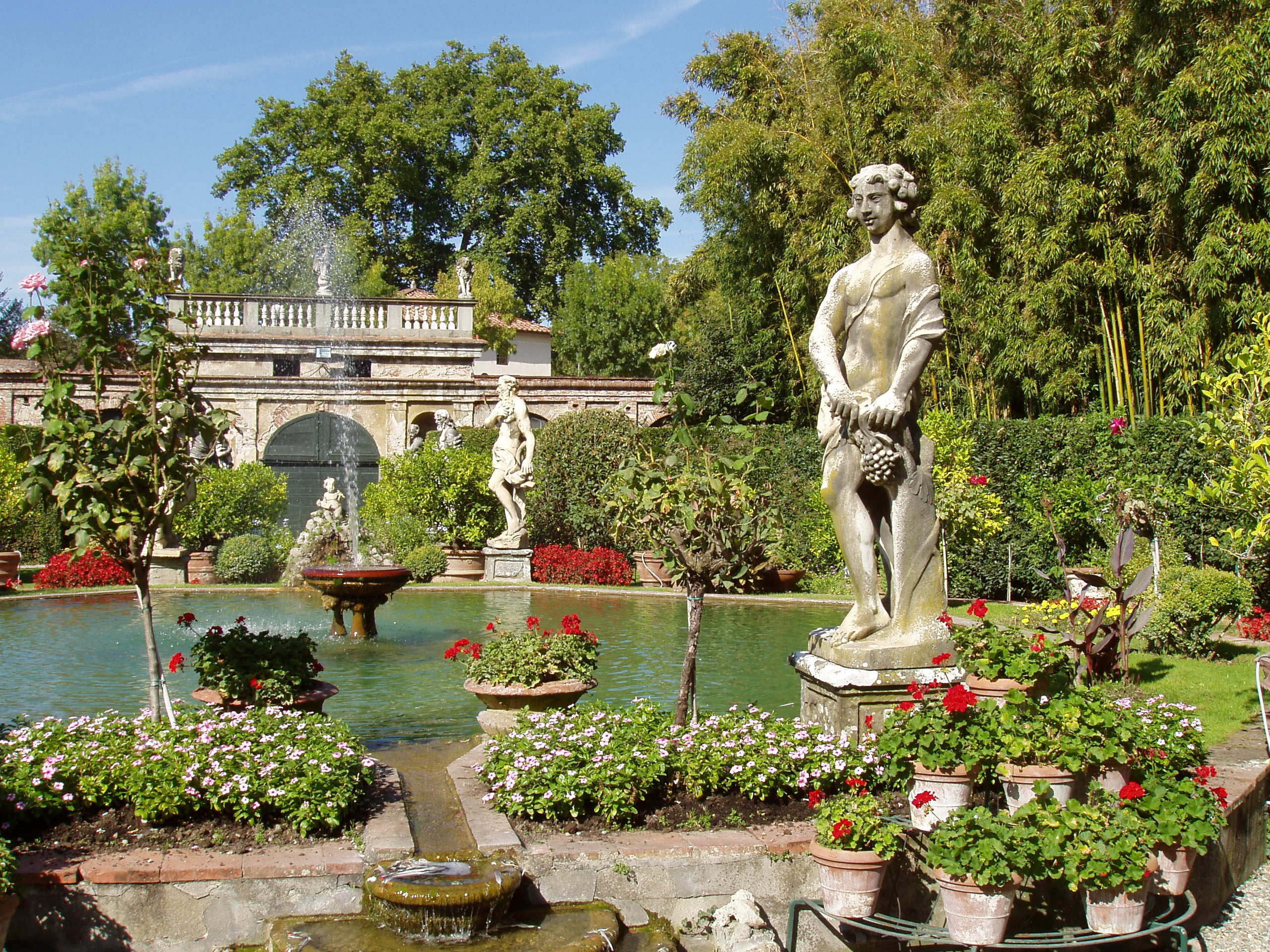
普凡纳宫

普凡纳宫（Palazzo Pfanner）是意大利中部中世纪古城卢卡中心的一座历史建筑，建于1660年，是商业贵族 Moriconi 家族的府邸。1680年原业主破产，该建筑出售给丝绸商人贵族Controni家族。后者在此建造了宏伟的大楼梯（1686年），由卢卡建筑师多梅尼科·马蒂内利设计，他特别活跃于维也纳和布拉格等欧洲国家的首都。
1846年，来自奥地利赫尔布兰茨的巴伐利亚啤酒商费利克斯·普凡纳来此设立啤酒厂，并逐渐拥有整座已有一个世纪历史的宫殿。这是意大利的最早的啤酒厂之一，拥有宜人的生产场地，啤酒花园位于花园和宫殿的地窖之间，在1929年关闭。
普凡纳宫花园是一座优美的巴洛克式园林，拥有喷泉、草坪、观赏花卉、森林植物以及描绘希腊奥林匹斯诸神与四季的18世纪雕像。
普凡纳宫仍是家族产业，但从1995年起，已对游客开放。